# Cantonlaan 14 (Baarn)
Villa Corali aan de Cantonlaan 14 is een gemeentelijk monument in Baarn in de provincie Utrecht. De villa staat in het Schoonoordpark.

## Oorsprong
De eerste steen voor villa Corali Cantonlaan is blijkens de gevelsteen op 2 juli 1897 gelegd door de 5-jarige Cornelia Frederika. Het gebouw staat op de hoek Faas Eliaslaan-Cantonlaan en heeft een asymmetrische opzet. De twee contrasterende kleuren baksteen zijn opvallend. De villa was oorspronkelijk genummerd Cantonlaan 10. 

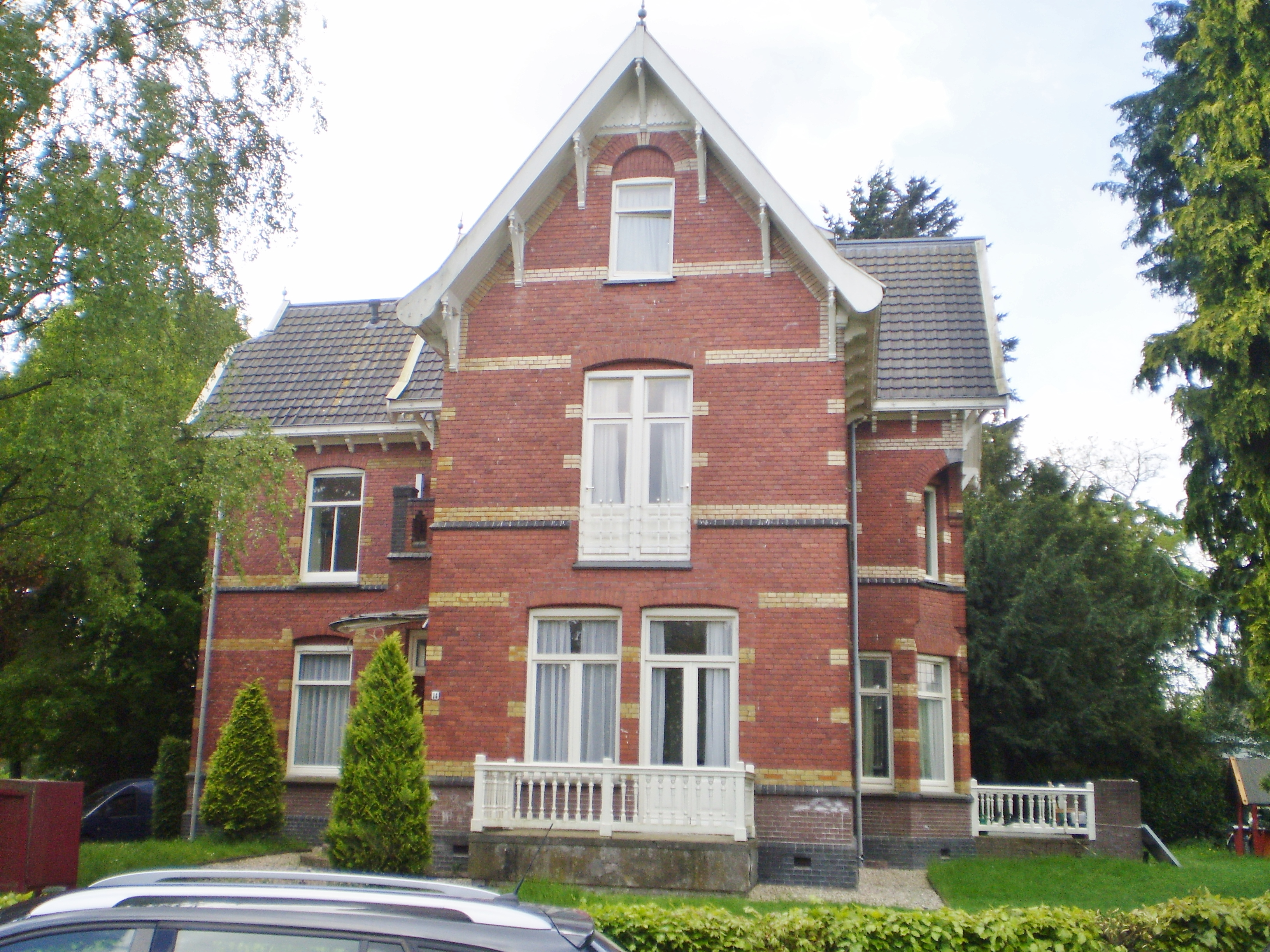
Vanaf de Faas Eliaslaan

## Bewoning
De villa is steeds particulier bewoond geweest.